# Futbol Club Andorra
Il Futbol Club Andorra è una società calcistica andorrana iscritta alla federazione calcistica spagnola, con sede ad Andorra la Vella e militante in Segunda Divisón, la seconda serie spagnola.

## Storia
Il club fu fondato il 15 ottobre 1942. Nel 1993-1994 ha vinto la Copa Catalunya battendo l'Espanyol ai calci di rigore, ripetendosi nel 2022-23 avendo la meglio contro il  Badalona Futur.
Nel 2018 il club è stato comprato dal gruppo Kosmos, società che opera nel settore degli investimenti sportivi, di cui Gerard Piqué è stato fondatore ed azionista assieme all'imprenditore Hiroshi Mikitani.
Nella stagione 2021-22 vince il girone B della Primera División RFEF conquistando per la prima volta nella sua storia la partecipazione nella Liga SmartBank.

## Palmarès

### Competizioni nazionali
- Primera División RFEF: 1

2021-2022 (gruppo 2)
- Tercera División: 1

1979-1980

### Competizioni regionali
- Primera Catalana: 1

2018-2019
- Segona Catalana: 1

2014-2015 (gruppo 5)
- Copa Catalunya: 3

1993-1994, 2022-2023, 2023-2024

### Altri piazzamenti
- Segunda División B:

Secondo posto: 1988-1989 (gruppo II)

## Organico

### Rosa 2024-2025
Aggiornata al 19 agosto 2024.
| N. |                      | Ruolo | Calciatore      |
| -- | -------------------- | ----- | --------------- |
| 1  | Argentina (bandiera) | P     | Nico Ratti      |
| 2  | Spagna (bandiera)    | D     | Joel Arumí      |
| 3  | Spagna (bandiera)    | D     | Jesús Clemente  |
| 4  | Spagna (bandiera)    | D     | Pablo Trigueros |
| 5  | Spagna (bandiera)    | D     | César Morgado   |
| 6  | Spagna (bandiera)    | C     | Alberto Solís   |
| 7  | Colombia (bandiera)  | A     | Juanda Fuentes  |
| 8  | Spagna (bandiera)    | C     | Erik Morán      |
| 9  | Spagna (bandiera)    | C     | Manu Nieto      |
| 10 | Spagna (bandiera)    | C     | Álvaro Martín   |
| 11 | Uruguay (bandiera)   | C     | Lautaro de León |
| 12 | Senegal (bandiera)   | C     | Assane Ndiaye   |

| N. |                     | Ruolo | Calciatore        |
| -- | ------------------- | ----- | ----------------- |
| 13 | Spagna (bandiera)   | P     | Oier Olazábal     |
| 14 | Spagna (bandiera)   | D     | Sergio Molina     |
| 15 | Spagna (bandiera)   | D     | Diego González    |
| 16 | Spagna (bandiera)   | C     | Álvaro Peña       |
| 18 | Spagna (bandiera)   | D     | Marc Bombardó     |
| 19 | Grecia (bandiera)   | A     | Chrīstos Almpanīs |
| 20 | Spagna (bandiera)   | D     | Martí Vilà        |
| 21 | Spagna (bandiera)   | C     | Rubén Bover       |
| 22 | Colombia (bandiera) | D     | Anderson Arroyo   |
| 23 | Spagna (bandiera)   | D     | Diego Alende      |
| 24 | Spagna (bandiera)   | A     | Pablo Moreno      |
| 27 | Spagna (bandiera)   | C     | Iker Benito       |

### Staff tecnico
Aggiornato al 15 luglio 2025.
- Ibai Gómez - Allenatore
- Marcos Reina - Allenatore in seconda
- Manu Torres - Collaboratore tecnico
- Edu Gasol - Match Analyst
- Aitor Yeto - Preparatore atletico
- Borja Álvarez - Preparatore dei portieri
- Alejandro Jiménez - Fisioterapista
- Anna López - Medico sociale
- Lluis Rodon - Nutrizionista
- Jordi Collado - Magazziniere
- Gilbert Morell - Magazziniere
- Cristian Lanzarote - Dirigente accompagnatore
- Jaume Nogues - Direttore sportivo
- David Férriz - Team Manager